# Kościół św. Anny w Bobrownikach
Kościół Świętej Anny w Bobrownikach – rzymskokatolicki kościół parafialny w mieście Bobrowniki, w gminie Bobrowniki, w powiecie lipnowskim, w województwie kujawsko-pomorskim. Mieści się przy ulicy Kościelnej. Należy do dekanatu szpetalskiego.

## Historia
Świątynia została zbudowana w 1787 roku. Fundatorami jej byli Kajetan Sierakowski herbu Ogończyk i jego żona Anna Teodora. Kościół zaprojektował architekt Jan Kalinowski z Warszawy. Budowla konsekrowana w 1788 roku. Podczas II wojny światowej świątynia nie została zniszczona.
W latach 1994–1997 pod nadzorem inżyniera architekta Stanisława Dejrynga, został przeprowadzony kapitalny remont i rozbudowa. Kościół został powiększony o prezbiterium, dwie boczne kaplice i dwie zakrystie.
Proboszczem jest ks. prof. dr hab. Zdzisław Pawłowski.

## Architektura
Świątynia po przebudowie posiada plan krzyża z wyodrębnionym prezbiterium, kwadratową wieżą i zakrystią. Budowla o jednej nawie, pokryta stropem. Stara część budowli jest murowana z cegły i kamienia pochodzących z rozbiórki zamku. Jest otynkowana.

## Galeria

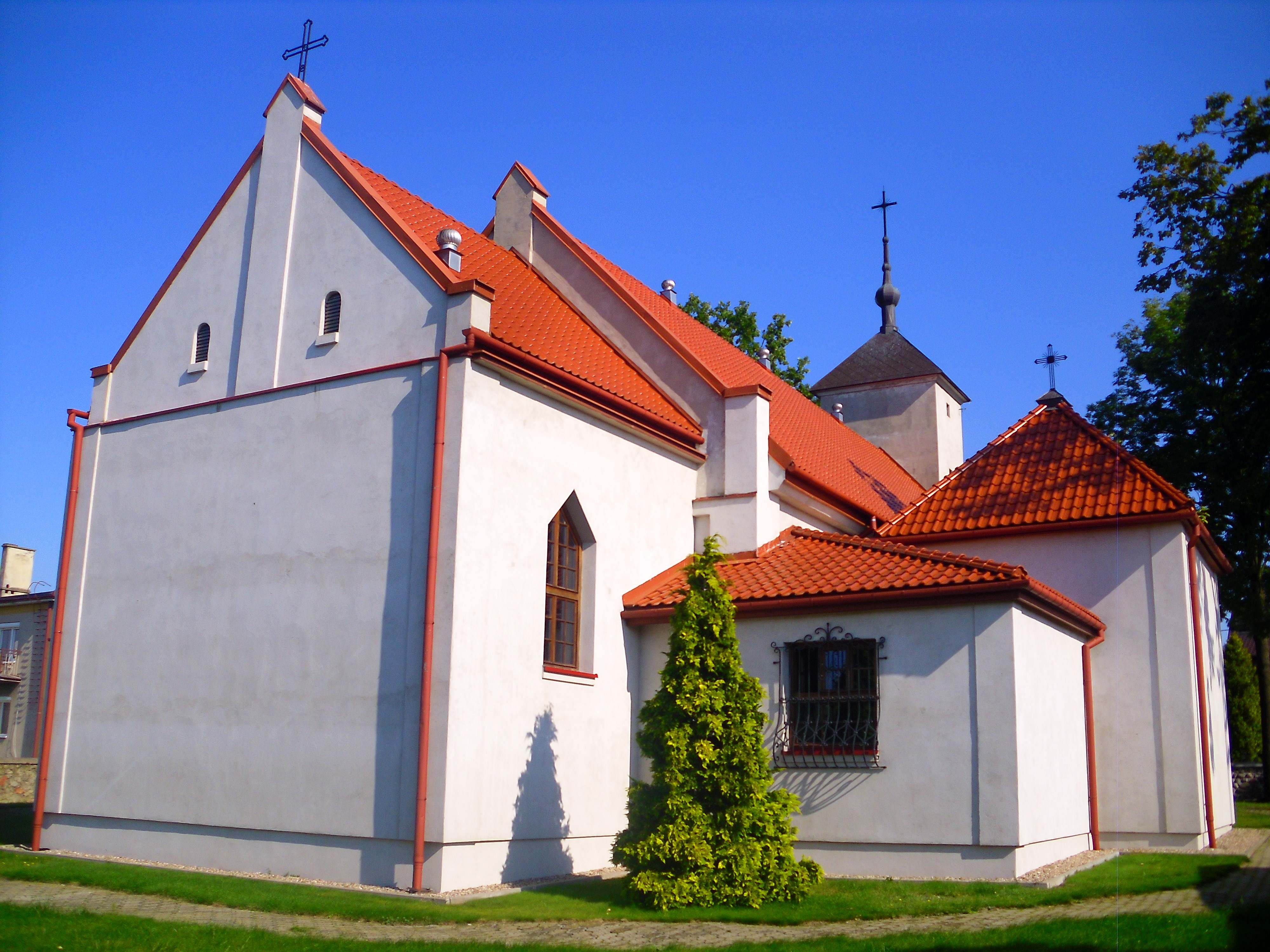
Widok od prezbiterium
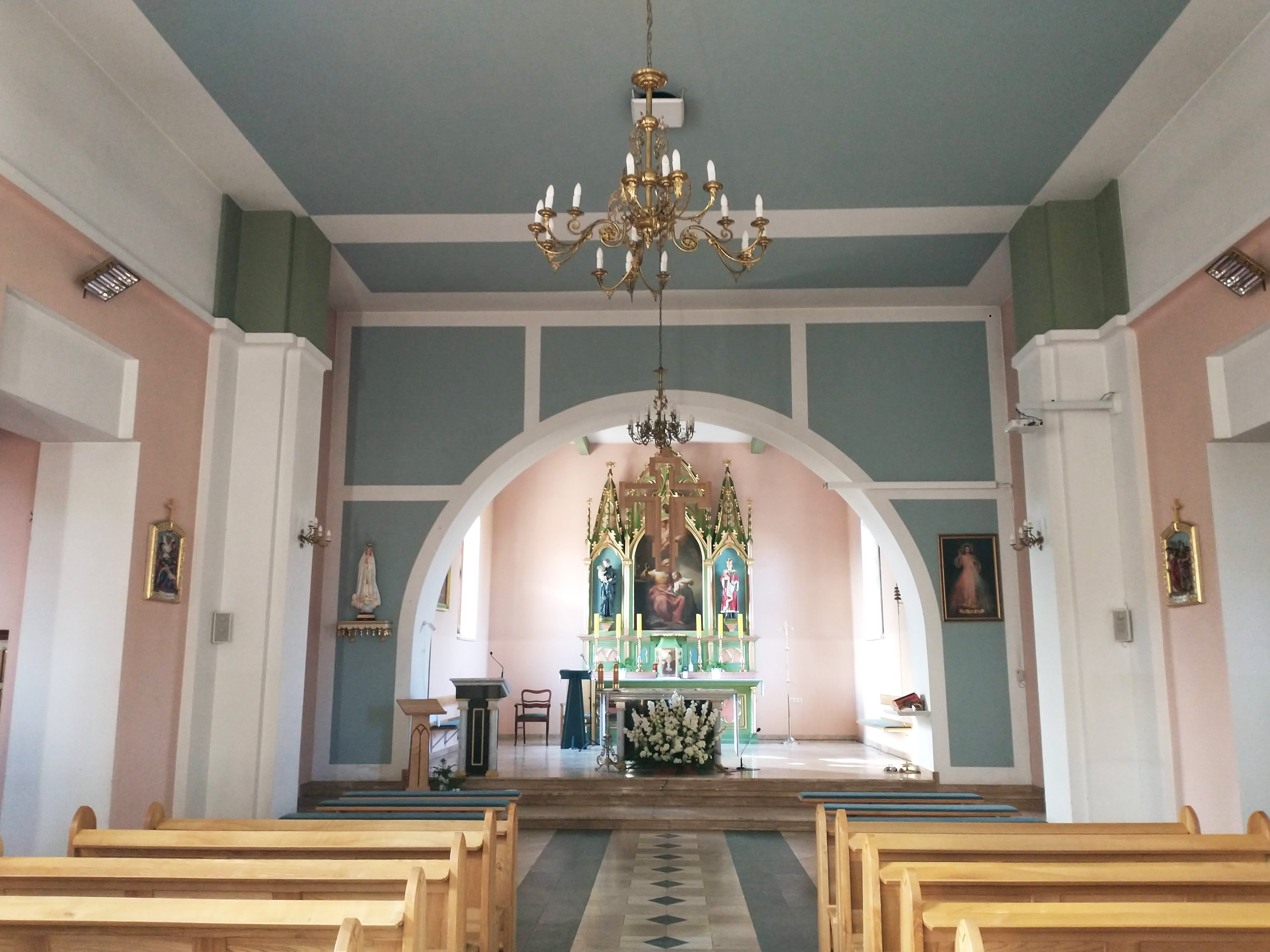
Wnętrze z ołtarzem
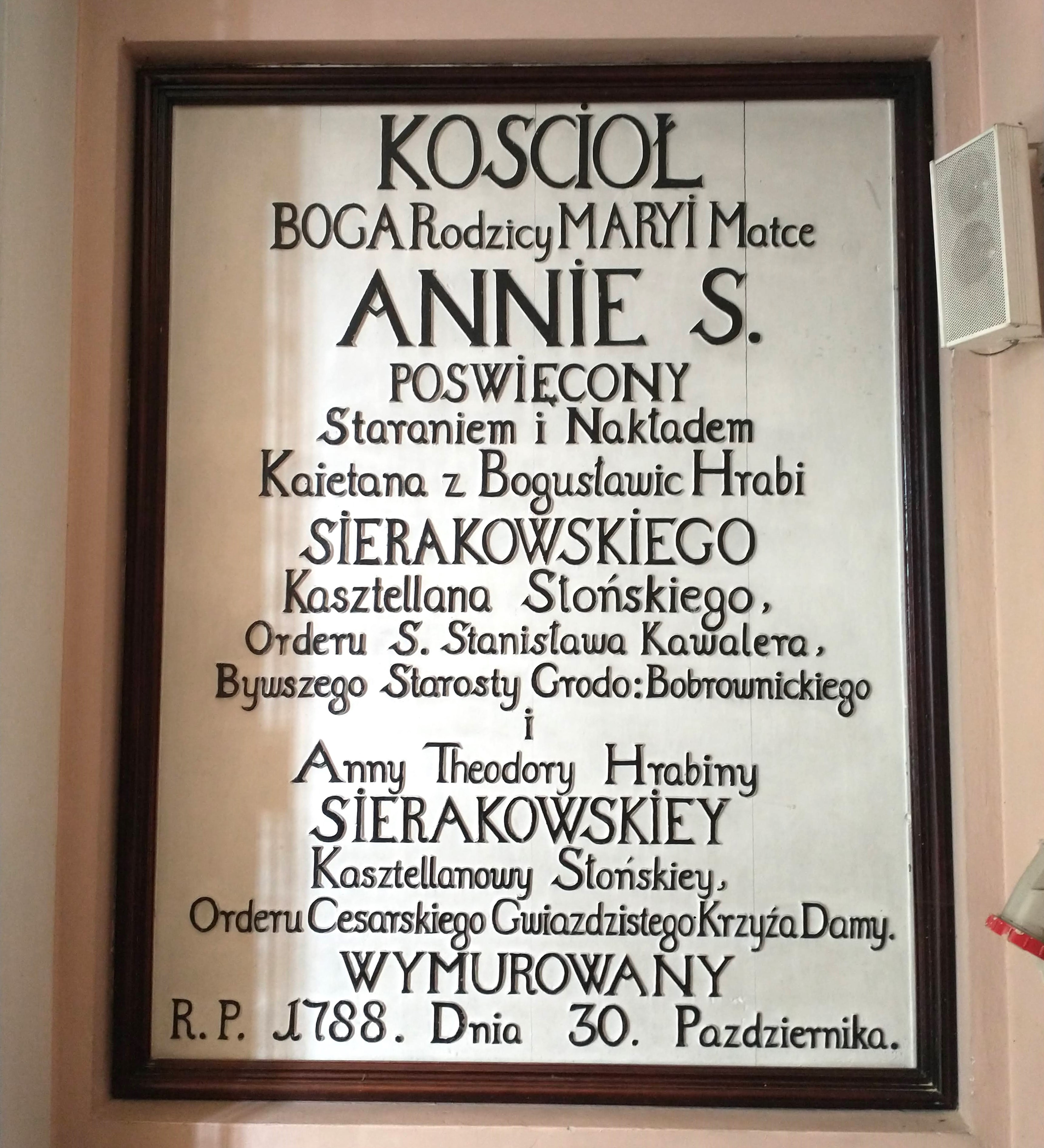
Tablica fundacyjna